# Passaport estatunidenc

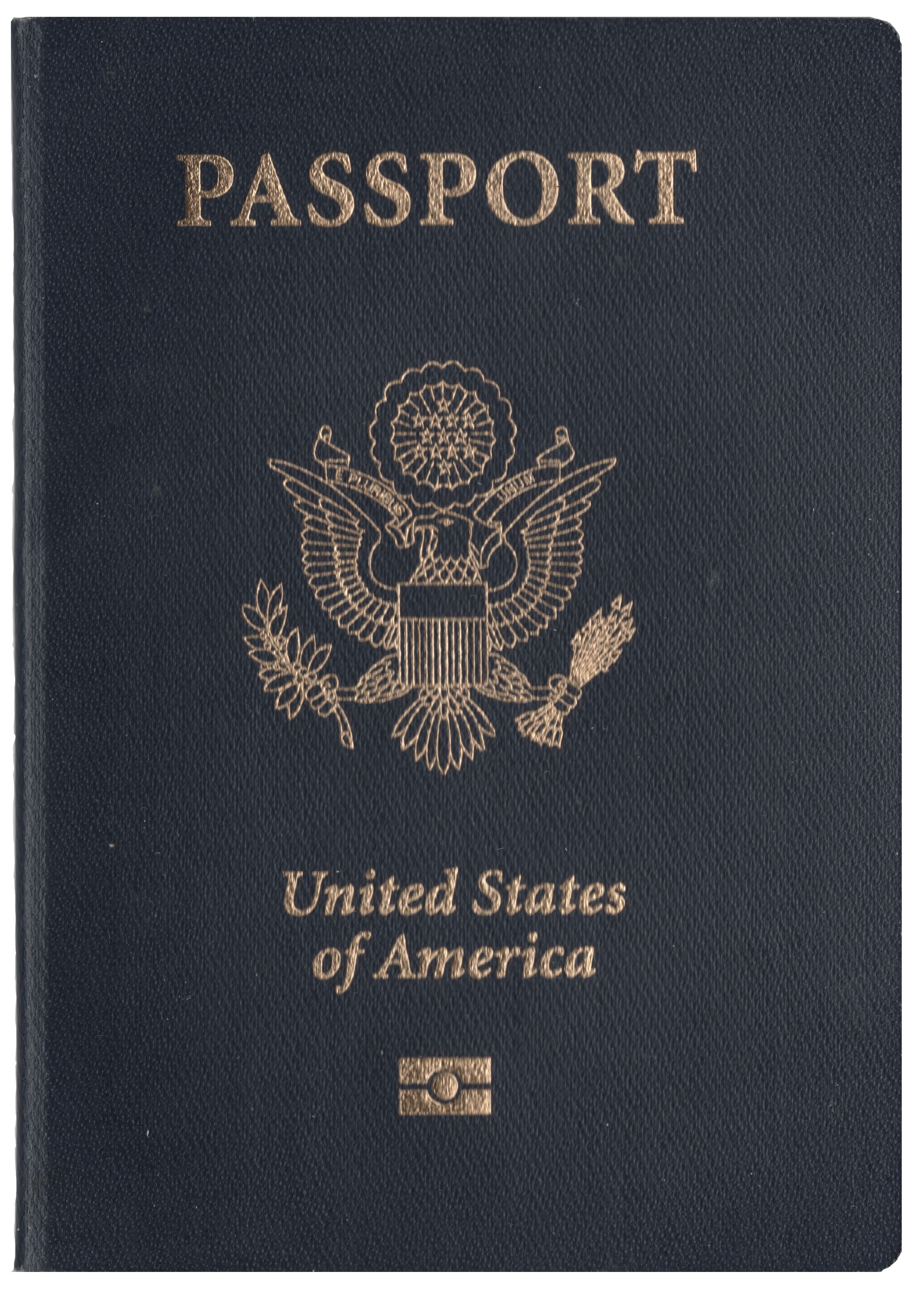
Coberta o Tapa rústica d'un passaport biomètric corrent.

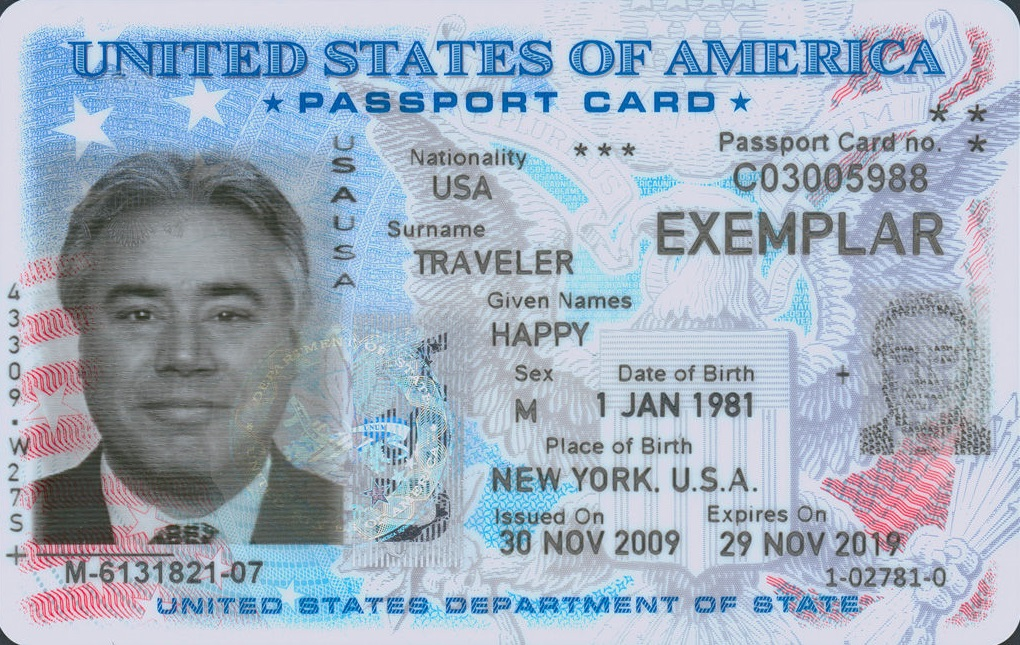
Part frontal d'una targeta o passport card (2009).

El passaport nord-americà (en anglès: American passport) s'emet a ciutadans nord-americans per viatjar fora dels Estats Units. Són emesos exclusivament pel Departament d'Estat. Hi ha dos tipus de passaport: llibreta (booklet) i targeta (passport card).
La llibreta és vàlida per viatjar a qualsevol part del món, encara que per viatjar a uns països determinats cal visa. La llibreta compleix amb els estàndards recomanats (grandària, composició, disseny, tecnologia) de l'Organització d'Aviació Civil Internacional (OACI). Hi ha quatre tipus de passaport del format llibreta, encara que el Departament d'Estat emet únicament el passaport biomètric com a estàndard des d'agost de 2007, encara que els passaports que no són biomètrics en vigor són vàlids fins a la seva data de caducitat.
El Departament d'Estat emet les targetes des de juliol de 2008. Són vàlides per viatjar a Mèxic, Canadà, la majoria dels països del Carib i Bermuda. Encara que les targetes estan de conformitat amb les normes recomanades per la OACI per als documents de viatge de grandària de targeta de crèdit, no poden ser utilitzades per viatjar per aire a un altre país perquè no compleixen amb les normes recomanades per la OACI per al passaport tradicional.
El passaport nord-americà prova la nacionalitat del portador i, conseqüentment, el seu dret d'ajuda del personal consular nord-americà a l'estranger i el seu dret a retornar als Estats Units, si és necessari. En el cas que un ciutadà no tingui passaport (per exemple, l'hi van robar), i pugui provar la seva nacionalitat nord-americana per altres mitjans (per exemple, proporcionant informació sobre si mateix), tindrà dret d'ajuda consular com a ciutadà o per entrar als Estats Units com un ciutadà, malgrat la falta d'un passaport.

## Tipus de passaport
- Oficial (blau): Pot ser usat pels ciutadans en general. Té 10 anys de durada per a majors de 16 anys i de 5 anys per a menors de 15.
- Oficial (cafè): Usat per ciutadans empleats dels Estats Units a l'estranger, permanentment o temporalment, per a membres del Congrés dels Estats Units en viatges oficials. Durada: 5 anys.
- Diplomàtic (negre): Usat per diplomàtics acreditats a l'estranger i per a ciutadans que resideixen al país que viatgen per treball diplomàtic. Té una durada de 5 anys.
- D'emergència: Usat per ciutadans a l'estranger, en casos d'urgència. Té una durada d'1 any.
- Passport card (targeta): No és considerat com un passaport, és una targeta d'identificació produïda pel govern per creuar cap al Canadà, Mèxic, El Carib i Bermuda. No és vàlida per a viatges aeris internacionals. Pot ser utilitzada com a targeta d'identificació per a vols nacionals.